# Zollenspieker/Kiebitzbrack
Zollenspieker/Kiebitzbrack este o arie protejată (arie specială de conservare — SAC, sit de importanță comunitară — SCI) din Germania întinsă pe o suprafață de 109 ha, integral pe uscat.

## Localizare
Centrul sitului Zollenspieker/Kiebitzbrack este situat la coordonatele 53°24′03″N 10°11′56″E / 53.4008°N 10.1989°E.

## Înființare
Situl Zollenspieker/Kiebitzbrack a fost declarat sit de importanță comunitară în iunie 1999 pentru a proteja 1 specie de plante și 10 specii de animale. Situl a fost protejat și ca arie specială de conservare în august 2016.

## Biodiversitate
Situată în ecoregiunea atlantică, aria protejată conține 6 habitate naturale: Lacuri eutrofice naturale cu vegetație de tip Magnopotamion sau Hydrocharition, Râuri cu maluri nămoloase cu vegetație de Chenopodion rubri p.p. și Bidention p.p., Liziere de ierburi înalte hidrofile de câmpie și de nivel montan până la alpin, Fânețe de joasă altitudine (Alopecurus pratensis, Sanguisorba officinalis), Păduri aluvionare cu Alnus glutinosa și Fraxinus excelsior (Alno-Padion, Alnion incanae, Salicion albae), Păduri mixte riverane de Quercus robur, Ulmus laevis și Ulmus minor, Fraxinus excelsior sau Fraxinus angustifolia, de-a lungul marilor râuri (Ulmenion minoris).
La baza desemnării sitului se află mai multe specii protejate:
- plante (1): Oenanthe conioides
- nevertebrate (2): Anisus vorticulus, Vertigo moulinsiana
- pești (8): Alosa fallax, avat (Aspius aspius), Cobitis taenia Complex, Coregonus oxyrhynchus, Lampetra fluviatilis, țipar (Misgurnus fossilis), Petromyzon marinus, boarță (Rhodeus amarus)